# Eco Cup
De ECO cup was een vriendschappelijk voetbaltoernooi dat gespeeld werd tussen 1965 en 1974 en daarna nog eenmalig in 1993. Aanvankelijk werd het toernooi RCD Cup genoemd. Het toernooi is bedoeld voor landen die lid zijn van de Organisatie voor Economische Samenwerking, kortweg 'ECO'. Alle landen liggen in Centraal-Azië. Landen die deelnamen aan het toernooi zijn Iran, Turkije, Pakistan, Kazachstan, Kirgizië, Tadzjikistan en Turkmenistan. Afghanistan en Oezbekistan zijn ook lid van de organisatie, maar deze landen deden aan geen enkel toernooi mee. Turkije en Iran wonnen allebei het toernooi 3 keer.

## Overzicht
| Jaar         | Speelstad (land)      |         | Winnaar      | Tweede                    | Derde |
| ------------ | --------------------- | ------- | ------------ | ------------------------- | ----- |
| 1965 Details | Teheran (Iran)        | Iran    | Turkije      | Pakistan                  |       |
| 1967 Details | Dhaka (Oost-Pakistan) | Turkije | Iran         | Pakistan                  |       |
| 1969 Details | Ankara (Turkije)      | Turkije | Iran         | Pakistan                  |       |
| 1970 Details | Teheran (Iran)        | Iran    | Turkije      | Pakistan                  |       |
| 1974 Details | Karachi (Pakistan)    | Turkije | Malavan F.C. | Pakistan                  |       |
| 1993 Details | Teheran (Iran)        | Iran    | Turkmenistan | Azerbeidzjan Tadzjikistan |       |

## Ranglijst
In deze tabel staan alle resultaten bij elkaar opgeteld. 
| pos. | Team         | to | gs | w | g | v  | dv | dt | ds  | pnt |
| ---- | ------------ | -- | -- | - | - | -- | -- | -- | --- | --- |
| 1    | Iran         | 6  | 14 | 9 | 2 | 3  | 30 | 13 | +17 | 29  |
| 2    | Turkije      | 5  | 10 | 7 | 3 | 0  | 26 | 11 | +15 | 24  |
| 3    | Azerbeidzjan | 1  | 4  | 2 | 1 | 1  | 8  | 8  | 0   | 7   |
| 4    | Turkmenistan | 1  | 4  | 2 | 0 | 2  | 9  | 4  | +5  | 6   |
| 5    | Tadzjikistan | 1  | 4  | 1 | 1 | 2  | 4  | 4  | 0   | 4   |
| 6    | Kirgizië     | 1  | 3  | 0 | 2 | 1  | 3  | 4  | −1  | 2   |
| 7    | Kazachstan   | 1  | 3  | 0 | 2 | 1  | 3  | 6  | −3  | 2   |
| 8    | Pakistan     | 6  | 12 | 0 | 1 | 11 | 14 | 47 | −33 | 1   |

## Resultaten
| Team (teams)     | 1965 (3) | 1967 (3) | 1969 (3) | 1970 (3) | 1974 (3) | 1993 (7) |
| ---------------- | -------- | -------- | -------- | -------- | -------- | -------- |
| Azerbeidzjan     |          |          |          |          |          | 3e       |
| Iran             | 1st      | 2nd      | 2nd      | 1st      | 2nd      | 1st      |
| Kazachstan (−21) |          |          |          |          |          | GF       |
| Kirgizië         |          |          |          |          |          | GF       |
| Pakistan         | 3rd      | 3e       | 3e       | 3e       | 3e       | GF       |
| Tadzjikistan     |          |          |          |          |          | 3e       |
| Turkije          | 2nd      | 1st      | 1st      | 2nd      | 1st      |          |
| Turkmenistan     |          |          |          |          |          | 2nd      |

|    | Legenda    |
| -- | ---------- |
| 1e | Kampioen   |
| 2e | Tweede     |
| 3e | Derde      |
| 4e | Vierde     |
| GF | Groepsfase |
|    | Gastland   |